# Norwegian Air Shuttle
Norwegian Air Shuttle ASA o simplement coneguda com a Norwegian (codi IATA: DY; codi OACI: NAX; indicatiu: NOR SHUTTLE) és una aerolínia de baix cost noruega. És la cinquena aerolínia de baix cost d'Europa i la segona més gran d'Escandinàvia. L'any 2009 va transportar una mitjana d'11 milions de passatgers per més de 150 rutes a 94 destinacions d'Europa, el nord d'Àfrica i l'Orient Mitjà. La seva flota està formada per 69 avions Boeing 737-800.
El principal centre de connexions per a l'aerolínia és l'Aeroport d'Oslo-Gardermoen, tot i que també té bases secundàries a Bergen, Trondheim, Stavanger, Moss, Copenhague, Estocolm, Varsòvia, Londres-Gatwick, Barcelona, Las Palmas, Alacant, Madrid, Màlaga i Tenerife-Sud. Ofereix moltes rutes domèstiques a Noruega, així com nombroses destinacions internacionals des de les seves bases.